# 植村嘉三郎
植村 嘉三郎（うえむら よしさぶろう、1883年〈明治16年〉11月15日 - 1958年〈昭和33年〉3月12日）は、日本の政治家。衆議院議員（1期）。

## 経歴
兵庫県多紀郡、のちの福住村（多紀村、多紀町、篠山町、篠山市を経て現丹波篠山市）で、植村建次郎の二男として生まれた。幼くして東京に出て苦学した。やまと新聞、国民新聞、中央新聞の各記者となり、昼夜通信社専務取締役社長となる。
1936年（昭和11年）の第19回衆議院議員総選挙において兵庫5区(当時)から立憲民政党公認で立候補して当選する。次の1937年（昭和12年）の第20回衆議院議員総選挙で落選した。1942年（昭和17年）の第21回衆議院議員総選挙では非推薦で立候補したが最下位で落選した。
戦後、1947年（昭和22年）の第1回参議院議員通常選挙で兵庫県選挙区から立候補したが次点で落選した。